# Estación Fortín Las Chuñas
Fortín Las Chuñas es una estación de ferrocarril que pertenece al Ramal C3 del Ferrocarril Belgrano ubicada en la localidad homónima perteneciente al municipio de Campo Largo, Departamento Independencia, Argentina.

## Servicios
Los servicios están a cargo de la empresa estatal Trenes Argentinos Operaciones.
Presta un servicio ida y vuelta cada día entre cabeceras.
Las vías por donde corre el servicio, corresponden al Ramal C3 del Ferrocarril General Belgrano, por allí transitan además, trenes de cargas de la empresa estatal Trenes Argentinos Cargas.